# اولگا پاچکووا
 اولگا پاچکووا (روسی: Ольга Алексеевна Пучкова؛ زادهٔ ۲۷ سپتامبر ۱۹۸۷) یک تنیس‌باز اهل بلاروس است.